# Stichting de Twaalf Ambachten
De Stichting de Twaalf Ambachten is een Nederlands centrum voor milieuvriendelijke technieken dat lange tijd was gevestigd in Boxtel. Zij probeert een bijdrage te leveren aan het minder of niet belasten van het milieu door menselijke activiteiten. De Twaalf ambachten is in 1976 opgericht door Anke en Sietz Leeflang, die vijf jaar daarvoor De Kleine Aarde hadden opgericht.
In de loop der jaren kwamen er onder de vlag van de stichting werkplaatsen, energiebesparende gebouwen en een bezoekerscentrum in Boxtel.
Samen met De Kleine Aarde behoort de stichting tot de pioniers van de kleinschalige, milieuvriendelijke technologie in de jaren zeventig van de twintigste eeuw die in de 21e eeuw een vervolg zou krijgen met onder meer lokale duurzame energie-initiatieven.
Bij de De Twaalf Ambachten zijn onder andere producten ontwikkeld zoals een waterbesparende douchekop, een zelfbouw-tegelkachel  en een gft-toilet, het zogenoemde Nonolet, dat geen water nodig heeft en dat overal te plaatsen is. Ook waterzuivering is een onderwerp waaraan veel aandacht is besteed. De stichting heeft ook initiatieven ondersteund die elders in het land zijn ondernomen, zoals elektrische stadsauto’s en nieuwe reparatietechnieken.
Sinds 2012 wordt een deel van de activiteiten door de nieuwe eigenaren Hein en Nicole van den Heuvel onder de naam De Weide Duurzaamheid voortgezet. De Stichting De Twaalf Ambachten zelf is sinds begin 2013 gevestigd in Breskens.